# Трипалладийгептагаллий
Трипалладийгептагаллий — бинарное неорганическое соединение
палладия и галлия
с формулой Ga7Pd3,
кристаллы.

## Получение
- Сплавление стехиометрических количеств чистых веществ:

{\displaystyle {\mathsf {3Pd+7Ga\ {\xrightarrow {460^{o}C}}\ Ga_{7}Pd_{3}}}}

## Физические свойства
Трипалладийгептагаллий образует кристаллы
кубической сингонии,
пространственная группа I m3m,
параметры ячейки a = 0,876 нм, Z = 4,
структура типа гептастаннида трииридия Ir3Sn7
.
Соединение образуется по перитектической реакции при температуре 460 °C.